# Schaulager

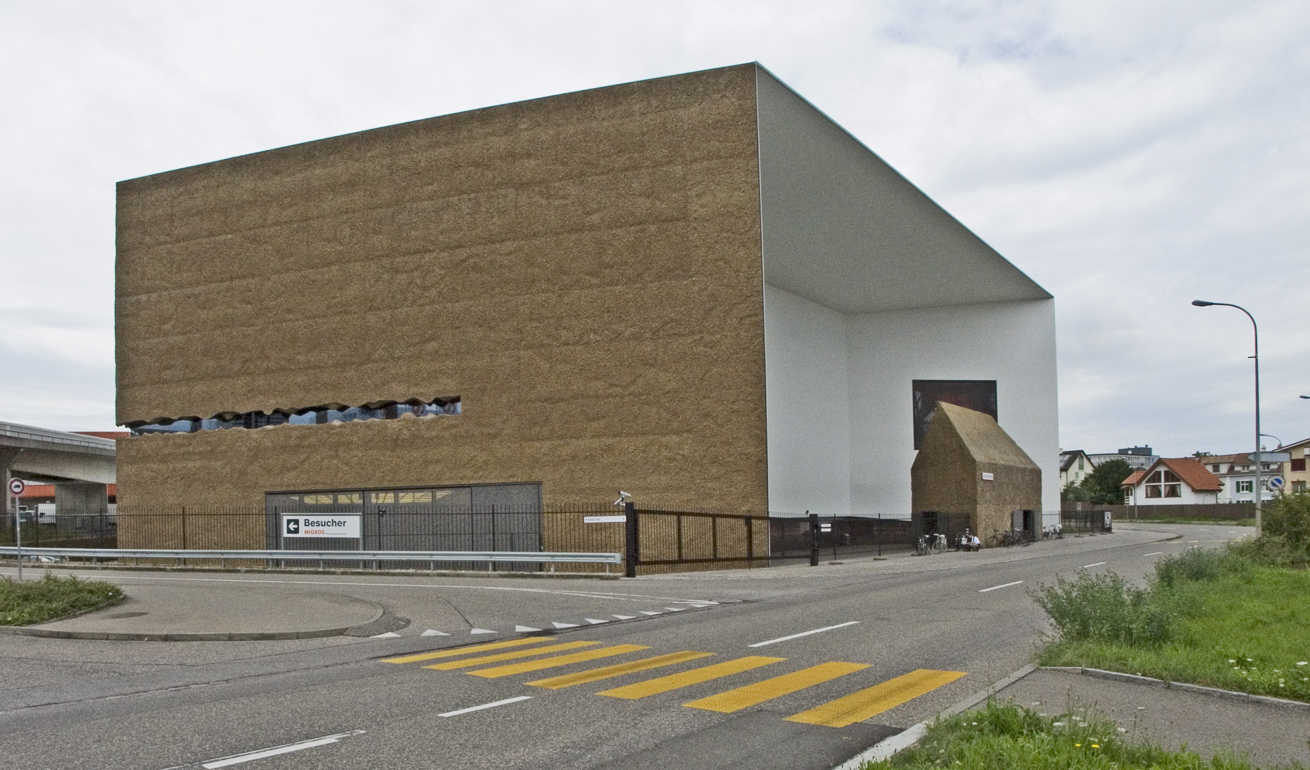
El Schaulager

El Schaulager, construido por el conocido estudio de arquitectura Herzog & de Meuron por encargo de la Fundación Laurenz, fue inaugurado en 2003 en Münchenstein, cerca de Basilea, y básicamente está concebido como un depósito abierto que ofrece unas óptimas condiciones espaciales y climáticas para conservar obras de arte. La colección de la Fundación Emanuel Hoffmann constituye el núcleo esencial del Schaulager. Por su concepción, se trata de una combinación de museo público, depósito de obras de arte e instituto de investigación sobre arte. Se dirige a un público especializado, aunque durante los eventos especiales y las exposiciones anuales el acceso está abierto a todo el público.